# Sangue infecto
Sangue infecto era a característica dada aos judeus, mouros, gentílicos e seus descendentes. Esta prática denominação surgiu na Península Ibérica no fim da Idade Média e servia para discriminar estas populações, sendo utilizada como motivo para proibir seu acesso a cargos públicos e religiosos e títulos honoríficos. Os interessados nestes cargos eram investigados pelos menos até a quarta geração.
Na Espanha, os Estatutos da Pureza de Sangue, cumpriam a função de excluir os cristãos-novos, bem como os seus descendentes ou aqueles que possuíam o "sangue infecto", de participarem das corporações de ofícios, da Igreja Católica, das Ordens Militares, além de serem proibidos de ocuparem cargos burocráticos e oficiais. Ou seja, eram párias sociais.
Esta prática foi também adotada no Brasil, em relação aos títulos de nobreza. Em 1819, por exemplo, a ordem terceira de Nossa Senhora do Carmo em uma carta ao governador da Capitania do Espírito Santo, Francisco Alberto Rubim, informa que Manoel Alvares Thomé não pode ser aceito como membro da Ordem, pois não possui qualidades necessárias. É acusado de ter o sangue impuro, já que é filho de uma índia com um negro, com o agravante de sua mãe ter sido prostituta:
| “ | Ilustríssimo Senhor Governador, Segundo o capítulo 14 dos institutos desta Venerável Ordem Terceira de Nossa Senhora do Carmo, não pode ser admitido nela por irmão, menos professor na mesma aquela pessoa, a quem faltar a pureza de sangue com raça de judeu, mouro, e de mulato, por igual modo que qualquer outra infame de fato e de direito. O pretendente Manoel Alvares Thomé está nestas circunstâncias, por ser filho de uma mãe, que tem sangue de índio misturado com o de negro, a qual viveu muitos anos prostituta, e nasceu de uma mulher quase em tudo semelhante, que afinal teve um preto cativo por consorte. Por estes princípios é que o pretendente Manoel Alvares Thomé já foi por muitas vezes repelido pelas nossas Mesas dos anos passados, e se ele não calasse estes fatos, e motivos de repulsas à muito venerável Ordem da Corte do Rio de Janeiro persuadimo-nos que não tivera obtido a profissão que alega. Respeitamos muito a patente que nos apresentou, porém por ser alcançada por obrepção e subrepção, a julgamos sem efeito. Tendo-nos já dado parte ao reverendíssimo provincial de que não recebemos o dito pretendente pelas razões já declaradas, o mesmo reverendíssimo nos respondeu o que consta do instrumento que com esta nossa resposta fazemos ver o que podemos informar a vossa senhoria por bem do respeitável ofício de 9 do corrente que tivemos por honra receber. Deus Guarde a vossa senhoria Consistório da Venerável Ordem Terceira de Nossa Senhora do Monte do Carmo, em mesa vila de Vitória, 17 de fevereiro 1819 De Vossa Senhoria reverentes súbditos Frei Alexandre de Santa Gertrudes - Comissário; Antonio de Aguiar Brandão - Prior; Manoel de Siqueira de Sá - Co prior jubilado; Antonio Pinto Ribeiro; padre Manoel Pinto da Silveira Guimarães; padre Joaquim José de Santana; João Ribeiro das Chagas; Narciso José Teixeira; Manoel Alves Buri; Francisco Assis de Andrade; José do Couto Teixeira; Inácio Salles. | ” |